# Reverse Genetik
Die reverse Genetik ist eine Disziplin, in der die Vorgehensweise der klassischen Genetik umgekehrt wird. Dort wird versucht, durch die induzierte Veränderung von Merkmalen eines Organismus (Mutagenese) Aussagen über dessen genetisches Potenzial zu treffen.
In der reversen Genetik wird nicht von einem Phänomen ausgegangen und dann nach dem entsprechenden Gen geforscht, sondern es wird  mittels gezielter Mutagenese ein Genabschnitt an vorbestimmter Stelle verändert. Daraufhin wird untersucht, wie sich dies auf die Funktion einer Zelle oder eines Organismus auswirkt. Aus den Veränderungen wird dann auf die Funktion des Gens zurückgeschlossen. Die reverse Genetik und ihre assoziierten Techniken (Mutagenese, Gentransfer, Transfektion) sind unerlässliche Werkzeuge der modernen molekularen Genetik.

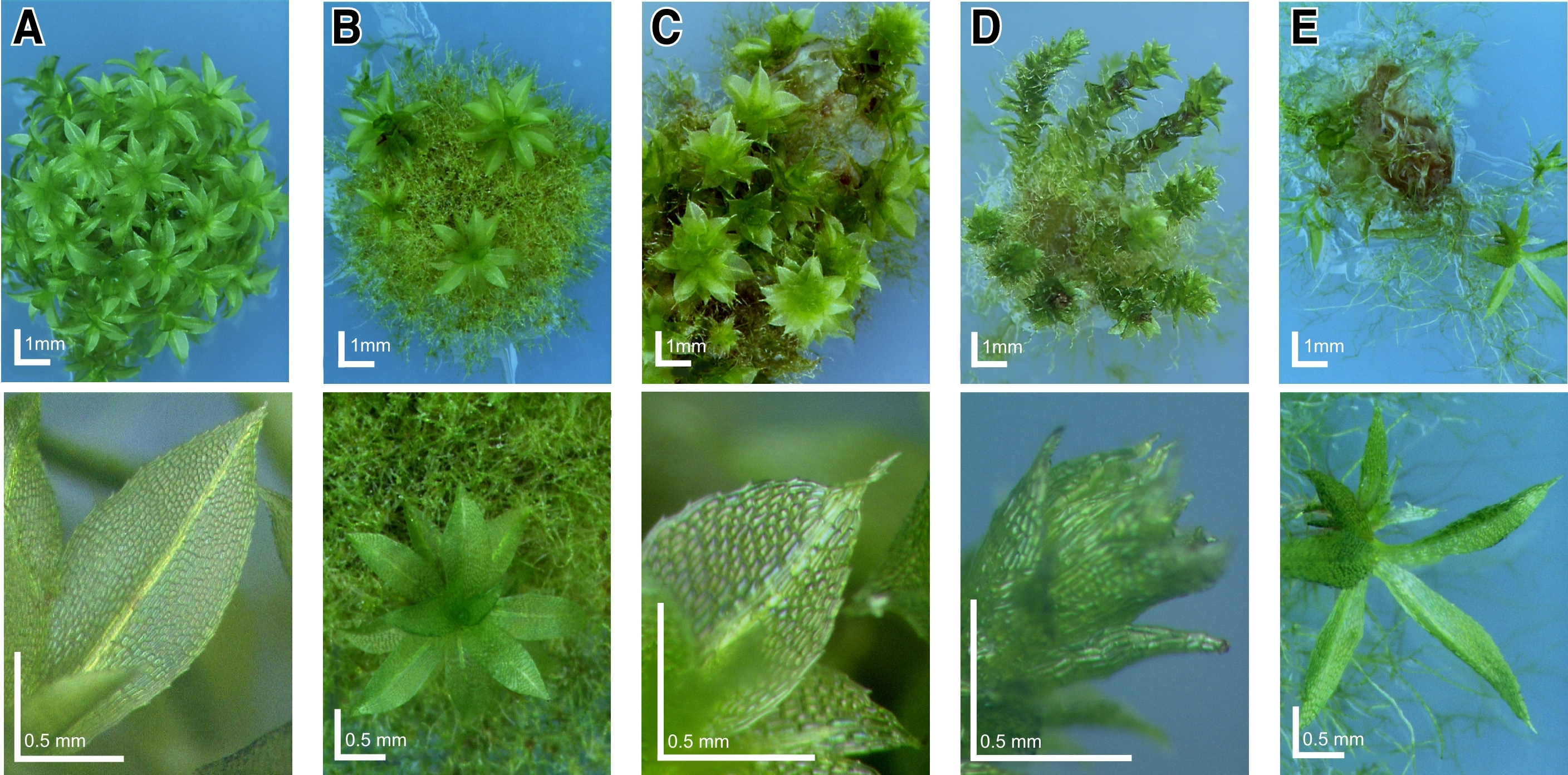
Physcomitrella patens Wildtyp (A) und daraus hergestellte Knockout-Moose (B-D). Abweichende Phänotypen in Knockout-Mutanten. Physcomitrella Wildtyp und transformierte Pflanzen wurden auf Minimalmedium (Knop Medium) angezogen, um Differenzierung und Gametophoren zu induzieren. Je Pflanze ist eine Übersicht (obere Reihe, Größenbalken: 1 mm) und eine Nahaufnahme (untere Reihe, Größenbalken: 0,5 mm) gezeigt. A, Haploide Wildtyp Moos-Pflanze, die komplett mit Gametophoren bedeckt ist sowie eine Nahaufnahme eines Blättchens. B-D, Verschiedene Mutanten.

Eine der effizientesten Methoden der gezielten Mutagenese von Genen ist deren Ausschalten mittels Homologer Rekombination, dem sogenannten Gene-Targeting. Diese Technik ist sehr etabliert bei Hefe. Sie wurde bei Pflanzen erstmals durch Ralf Reski und seine Mitarbeiter am Laubmoos Physcomitrella angewendet. Alternativ hierzu wurde 10 Jahre später die Technologie der künstlichen microRNAs entwickelt.